# Isabel (Dakota del Sud)
Isabel è un comune degli Stati Uniti d'America, situato in Dakota del Sud, nella contea di Dewey.